# Iglesia de la Santísima Trinidad (Antártida)
[La iglesia de la Santísima Trinidad (del ruso: Церковь Святой Троицы) es una pequeña iglesia ruso-ortodoxa en la isla Rey Jorge próxima a la base rusa Bellingshausen en la Antártida. Si no se consideran las capillas de las bases Vernadsky de Ucrania y San Clemente de Ohrid de Bulgaria, es el templo ortodoxo con categoría de iglesia más austral del mundo.

## Historia y características
El ambicioso proyecto de establecer una iglesia permanente o un monasterio en la Antártida nació durante los años 1990. Una obra de caridad denominada Templo para la Antártida (Храм - Антарктиде) fue aprobada por el patriarca Alejo II y recibió donaciones por toda Rusia. Ellos organizaron una competición por el proyecto que fue adjudicada a los arquitectos de Barnaúl P.I. Antsífirov, S.G. Rybak y A.B. Schmidt.
El templo es una estructura de 15 m de alto en madera construido en el estilo tradicional ruso. Puede acomodar hasta 30 personas. La estructura fue construida de abeto siberiano (Abies sibirica) por los carpinteros de las montañas de Altái dirigidos por K.V. Jrómov, entonces desmontada, embarcada al continente Antártico (por el barco Académico Vavílov) y reensamblada allí por el equipo de la Estación Bellingshausen. El iconostasio fue creado por pintores de Pálej (óblast de Ivánovo). Las campanas fueron pagadas por los descendientes de Serguey Muraviov.

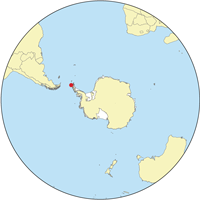
Ubicación de la Isla Rey Jorge.

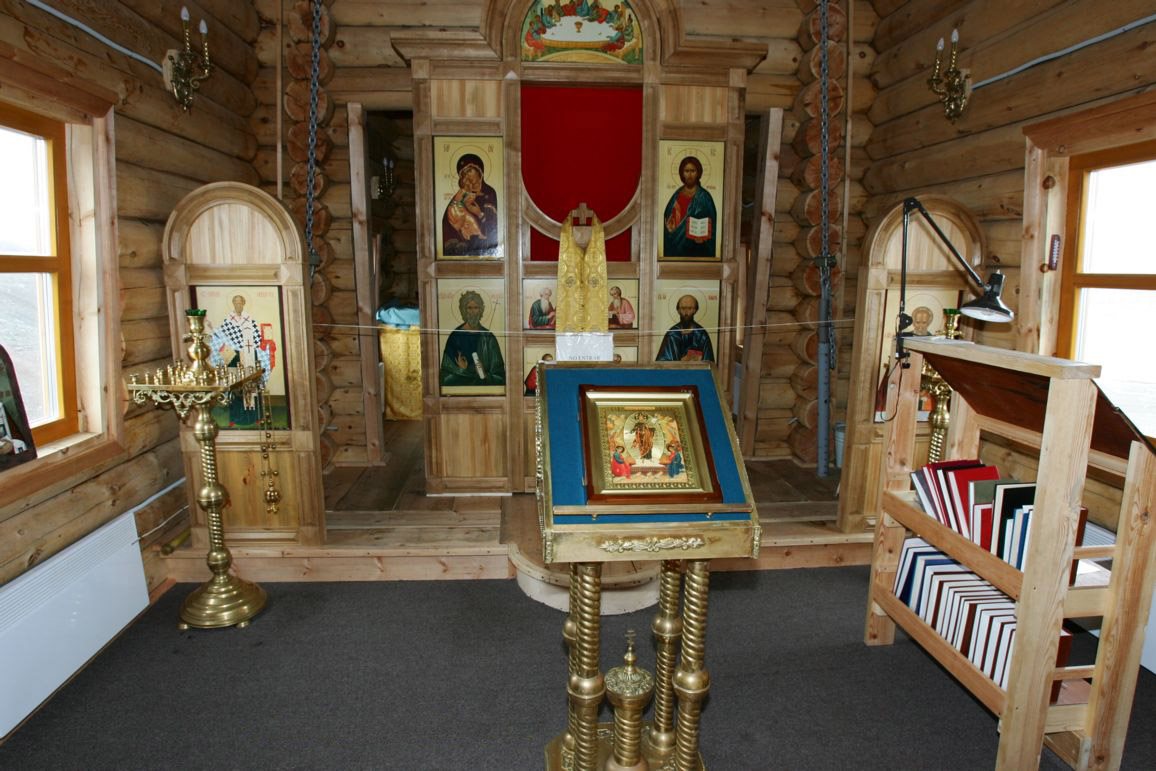
Interior de la Iglesia de la Santa Trinidad.

Isla Rey Jorge.

La iglesia abrió el 29 de mayo de 2004, para Pentecostés o el día de la Trinidad de acuerdo con el calendario de la Iglesia Ortodoxa Rusa. La iglesia fue bendecida por Teognost (Obispo de Sérgiev Posad y el superior del Monasterio de la Trinidad y de San Sergio), que visitó la Antártida para la ocasión. El primer cura de la iglesia ha sido el hieromonje Kallistrat (Romanenko), del mismo monasterio.
En febrero de 2016 el patriarca ruso Cirilo I de Moscú visitó la iglesia.